# Acanthodelta demta
Acanthodelta demta là một loài bướm đêm trong họ Noctuidae.